# Ryōtarō Ishida
Ryōtarō Ishida (jap. 石田 凌太郎, Ishida Ryotaro; * 13. Dezember 2001 in der Präfektur Kanagawa) ist ein japanischer Fußballspieler.

## Karriere
Ryotaro Ishida erlernte das Fußballspielen in der Jugendmannschaft von Nagoya Grampus. Hier unterschrieb er 2020 seinen ersten Vertrag. Der Verein aus Nagoya spielte in der höchsten japanischen Liga, der J1 League. Sein Erstligadebüt gab er am 1. August 2020 im Heimspiel gegen Kashiwa Reysol. Hier wurde er in der 74. Minute für Yūki Sōma eingewechselt. Am 30. Oktober 2021 stand er mit Nagoya im Finale des J. League Cup. Das Finale gegen Cerezo Osaka gewann man mit 2:0. Im Februar 2022 wechselte er auf Leihbasis nach Tokushima zum Erstligaabsteiger Tokushima Vortis. Hier kam er jedoch nicht zum Einsatz. Mitte April 2022 kehrte er nach der Ausleihe wieder nach Nagoya zurück. Im Juli 2023 wurde er vom Zweitligisten Tochigi SC ausgeliehen. Am Ende der Saison 2024 belegte er mit Tochigi den 18. Tabellenplatz und musste somit in die dritte Liga absteigen. Für Tochigi bestritt er 41 Ligaspiele. Nach der Ausleihe kehrte er nach Nagoya zurück. Hier wurde sein Vertrag nicht verlängert. Im Februar 2025 verpflichtete ihn der Zweitligist Blaublitz Akita.

## Erfolge
Nagoya Grampus
- Japanischer Ligapokalsieger: 2021